# Надежденка
Надежденка — село в Сорочинском городском округе Оренбургской области России.

## География
Село находится в западной части Оренбургской области, в пределах возвышенности Общий Сырт, в степной зоне, на правом берегу реки Красной, вблизи места впадения её в реку Самару, на расстоянии примерно 16 километров (по прямой) к юго-востоку от города Сорочинска, административного центра района. Абсолютная высота — 106 метров над уровнем моря.

## История
До 1 июня 2015 года входила в состав ныне упразднённого Бурдыгинского сельсовета.

## Население
| 2010 |
| ---- |
| 61   |

Половой состав
По данным Всероссийской переписи населения 2010 года в половой структуре населения мужчины составляли 44,3 %, женщины — соответственно 55,7 %.
Национальный состав
Согласно результатам переписи 2002 года, в национальной структуре населения русские составляли 95 % из 95 чел.